# 伊沃·斯特凡诺尼
伊沃·斯特凡诺尼（義大利語：Ivo Stefanoni，1936年6月5日—），意大利男子赛艇运动员。他曾代表意大利参加1956年、1960年和1964年夏季奥林匹克运动会赛艇比赛，共获得一枚金牌和一枚铜牌。